# Ночь игуаны (фильм)
«Ночь игуаны» (англ. The Night of the Iguana) — художественный чёрно-белый драматический фильм режиссёра Джона Хьюстона, экранизация одноимённой пьесы Теннесси Уильямса. Премьера фильма состоялась 6 августа 1964 г.
Главные роли исполнили Ричард Бёртон, Ава Гарднер и Дебора Керр. Премия «Оскар» за дизайн костюмов, ещё три номинации, в том числе за актёрскую работу Грейсон Холл.

## Сюжет
В прологе зрителям показывают, как преподобный Епископальной церкви Т. Лоуренс Шеннон (Ричард Бёртон) переживает нервный срыв прямо во время собрания прихожан. Причиной ему послужили обвинения Шеннона в растлении совсем юной учительницы воскресной школы. 
Прошло два года. Группа преподавателей баптистской школы приезжает на экскурсию в Пуэрто-Вальярта. Молодая туристка Шарлотта Гудэлл (Сью Лайон) очарована их гидом, преподобным Шенноном. Шеннон мучится из-за противоречивых желаний и никак не может найти себя. Неформальный лидер группы, Джудит Фэллоуз (Грейсон Холл), считающаяся среди остальных героев мужеподобной лесбиянкой, обвиняет Шеннона в растлении её племянницы, 17-летней Шарлотты. Невзирая на то, что Шарлотта рано созрела и сама ищет компании Шеннона, Фэллоуз заявляет, что окончательно разрушит карьеру преподобного.
В поисках душевного покоя он отвозит группу в отель, принадлежавший его единственному другу, но узнаёт, что тот умер, и отелем владеет его вдова Максин Фолк (Ава Гарднер), сама влюблённая в Шеннона. Там Шеннон встречает странствующую художницу Ханну Джелкс (Дебора Керр) и её дедушку — 97-летнего поэта. Эта встреча дает ему последнюю надежду на мир с самим собой. 
Ночь, которую переживает в отеле Шеннон, «ночь игуаны», становится для него фатальной, его давние привычки достигают апогея. Шеннон метафорически сравнивается с игуаной, пойманной помощниками Максин: он, как и она, доходит до конца натянутой верёвки, но никак не может вырваться. Он переживает очередной нервный срыв.
Дедушка Ханны заканчивает свой magnum opus и скоропостижно умирает. Финал фильма несколько оптимистичнее финала оригинальной пьесы, но счастья герои не обретают: теперь одинокая Ханна отправляется в странствие, а Шеннон и Максин остаются управлять гостиницей.

## В ролях
- Ричард Бёртон — преподобный Т. Лоуренс Шеннон
- Ава Гарднер — Максин Фолк
- Дебора Керр — Ханна Джелкс
- Сью Лайон — Шарлотта Гудэлл
- Грейсон Холл — Джудит Фэллоуз
- Джеймс Уорд — Хэнк Прознер
- Сирил Делеванти — Джонатан Коффин, дедушка Ханны

## Съёмочная группа
- Режиссёр-постановщик: Джон Хьюстон
- Сценаристы: Энтони Вейллер, Джон Хьюстон
- Продюсеры: Джон Хьюстон, Рэй Старк
- Оператор: Габриэль Фигероа
- Композитор: Бенджамин Фрэнкел
- Художник-постановщик: Стивен Б. Граймз
- Художник по костюмам: Дороти Джикинс
- Гримёры (нет в титрах): Эрик Оллрайт, Джек Обрингер
- Монтажёры: Ральф Кемплен
- Звукорежиссёры: Бэзил Фентон-Смит, Ван Аллен Джеймс (нет в титрах)
- Дирижёр: Бенджамин Фрэнкел

## Награды
- 1964 — Кинофестиваль в Сан-Себастьяне: приз за лучшую женскую роль — Ава Гарднер
- 1965 — «Оскар»:
  - Лучший дизайн костюмов — Дороти Джикинс
  - номинация на лучшую женскую роль второго плана — Грейсон Холл
  - номинация на лучшую работу художника-постановщика — Стивен Б. Граймз
  - номинация на лучшую операторскую работу — Габриэль Фигероа
- 1965 — номинация на Премию BAFTA за лучшую женскую роль — Ава Гарднер
- 1965 — номинация на премию Американской гильдии кинорежиссёров за лучший режиссёрский вклад в киноискусство — Джон Хьюстон
- 1965 — Золотой глобус:
  - номинация на лучший фильм — драма
  - номинация на лучшую женскую роль — драма — Ава Гарднер
  - номинация на лучшую режиссёрскую работу — Джон Хьюстон
  - номинация на лучшую мужскую роль второго плана — Сирил Делеванти
  - номинация на лучшую женскую роль второго плана — Грейсон Холл
- 1965 — Laurel Awards:
  - третье место среди фильмов драм
  - номинация на лучшее драматическое исполнение женской роли — Дебора Керр
- 1965 — номинация на премию Американской гильдии сценаристов за лучший сценарий американской драмы — Энтони Вейллер и Джон Хьюстон